# Joël Gaspoz
Joël Gaspoz (* 25. September 1962 in Morgins) ist ein ehemaliger Schweizer Skirennfahrer.

## Karriere
Gaspoz gewann bei den Junioreneuropameisterschaften 1979 Silber im Slalom und Bronze im Riesenslalom. Im Dezember desselben Jahres punktete er erstmals im Weltcup. In seiner bis 1989 dauernden Karriere gewann er sechs Riesenslalom- und ein Slalom-Rennen im Skiweltcup. In der Saison 1985/86 gewann er die Riesenslalomwertung und feierte damit den grössten Erfolg seiner Karriere. Im folgenden Winter wurde er Zweiter hinter Pirmin Zurbriggen; beide hatten zwar 102 Punkte erreicht, doch in der ausschlaggebenden grösseren Anzahl an Saisonsiegen hatte sein Teamkollege mit drei Siegen einen mehr. Seine beste Platzierung bei Weltmeisterschaften war der fünfte Rang im Slalom bei den Alpinen Skiweltmeisterschaften 1982 in Schladming. Gaspoz war bei Weltmeisterschaften nicht vom Glück begünstigt: Jeweils in Riesenslaloms lag er nach dem ersten Durchgang auf Medaillenkurs, doch fiel er 1982 in Schladming noch von Rang 2 auf 4 zurück, und 1987 in Crans-Montana lag er gar in Führung, als er drei Tore vor dem Ziel stürzte und ausschied.

## Erfolge

### Olympische Spiele
- Lake Placid 1980: 7. Riesenslalom (zählte zugleich als WM)
- Sarajevo 1984: 10. Riesenslalom
- Calgary 1988: 10. Riesenslalom

### Weltmeisterschaften
- Schladming 1982: 4. Riesenslalom, 5. Slalom
- Crans-Montana 1987: 7. Slalom

### Weltcupwertungen
Joël Gaspoz gewann einmal die Disziplinenwertung im Riesenslalom.
| Saison  | Gesamt | Gesamt | Riesenslalom | Riesenslalom | Slalom | Slalom |
| Saison  | Platz  | Punkte | Platz        | Punkte       | Platz  | Punkte |
| ------- | ------ | ------ | ------------ | ------------ | ------ | ------ |
| 1979/80 | 17.    | 61     | 5.           | 68           | 34.    | 1      |
| 1980/81 | 11.    | 102    | 4.           | 71           | 16.    | 31     |
| 1981/82 | 7.     | 119    | 5.           | 70           | 7.     | 49     |
| 1982/83 | 77.    | 7      | 37.          | 3            | 38.    | 4      |
| 1983/84 | 28.    | 57     | 16.          | 35           | 21.    | 22     |
| 1984/85 | 40.    | 44     | 13.          | 37           | 35.    | 7      |
| 1985/86 | 19.    | 101    | 1.           | 97           | 49.    | 4      |
| 1986/87 | 4.     | 153    | 2.           | 102          | 4.     | 71     |
| 1987/88 | 35.    | 35     | 11.          | 35           | –      | –      |
| 1988/89 | 86.    | 5      | 31.          | 5            | –      | –      |

### Weltcupsiege
Gaspoz errang insgesamt 19 Podestplätze, davon 7 Siege:
| Datum             | Ort           | Land        | Disziplin    |
| ----------------- | ------------- | ----------- | ------------ |
| 8. Dezember 1981  | Aprica        | Italien     | Riesenslalom |
| 20. Dezember 1985 | Kranjska Gora | Jugoslawien | Riesenslalom |
| 3. Januar 1986    | Kranjska Gora | Jugoslawien | Riesenslalom |
| 19. März 1986     | Lake Placid   | USA         | Riesenslalom |
| 15. Dezember 1986 | Alta Badia    | Italien     | Riesenslalom |
| 19. Dezember 1986 | Kranjska Gora | Jugoslawien | Riesenslalom |
| 18. Januar 1987   | Wengen        | Schweiz     | Slalom       |